# Microbotryomycetes
Microbotryomycetes (лат.) — класс грибов из подтипа Pucciniomycotina, типа базидиомицетов. В составе класса: три порядка, четыре семейства, 25 родов и 208 видов.